# NGC 5608
NGC 5608 is een onregelmatig sterrenstelsel in het sterrenbeeld Ossenhoeder. Het hemelobject werd op 9 april 1787 ontdekt door de Duits-Britse astronoom William Herschel.

## Synoniemen
- UGC 9219
- MCG 7-30-9
- ZWG 220.12
- KARA 627
- PGC 51396